# Voyage autour du monde sur l’Astrolabe et la Boussole
Ne doit pas être confondu avec Voyage autour du monde.
Le Voyage autour du monde sur L'Astrolabe et La Boussole est le journal de l'expédition de l'officier français Jean-François de La Pérouse qui mena une campagne d'exploration scientifique du Pacifique Nord et Sud de 1785 à 1789 avant de disparaître avec ses bateaux dans un naufrage à Vanikoro dans les îles Salomon.